# Ehemaliges Gebäude des Geological Survey of Canada
Das Ehemalige Gebäude des Geological Survey of Canada (französisch Ancien édifice de la Commission géologique du Canada, auch bekannt als Old Mines Building und Clarendon Hotel) ist ein denkmalgeschütztes Gebäude in der Altstadt von Ottawa. Es ist. Die Anlage ist seit 1955 als eines der ältesten noch bestehenden Gebäude in Ottawa zu einer nationalen historischen Stätte ernannt worden, seit 1986 ist auch das Gebäude selbst als Baudenkmal anerkannt.

## Lage und Beschreibung
Das Ehemalige Gebäude des Geological Survey of Canada steht an der Ecke Sussex Drive und George Street in der Nähe des Byward Markets im Stadtteil Lowertown.
Das dreistöckige Gebäude ist aus grobem Kalkstein gemauert und verfügt über klassizistische und italianatische Elemente. Es hat einen L-förmigen Grundriss und verfügt damit über einen Innenhof.

## Geschichte
Der Flügel am Sussex Drive wurde 1863 angefangen zu bauen. Zunächst diente es als Hotel. Kurz darauf wurde es zunächst einige Jahre als Kaserne genutzt. Nach einer zweiten Zeit als Hotel (1874–1879) ging es Bundesbesitz über und wurde 1881 umgebaut um als Standort der namensgebenden Geological and Natural History Survey of Canada dienen. Diese Nutzung hielt bis 1911 an.
Heute ist das Ehemalige Gebäude des Geological Survey of Canada noch immer im Bundesbesitz. Es wird von der National Capital Commission verwaltet und beherbergt unter anderem ein Restaurant, sowie einen Nachtclub im Erd- und Untergeschoss.